# 아사기리역 (효고현)
아사기리역(일본어: 朝霧駅 아사기리에키[*])은 일본 효고현 아카시시에 있는 역이다. 서일본 여객철도이 운영한다.

## 역 구조
섬식 승강장으로 승강장은 내측선에만 설치되어 있다. 1면 2선의 지상역이다. 승강장에서 역사에는 계단 이외에 상행선 에스컬레이터와 엘리베이터가 있다. 정기승차권기 1대, 초록 창구 대신 초록의 발권기 2대가 설치되어 있다. 승강장 남쪽으로는 아카시 해협 대교나 이웃하여 달리는 산요 전기 철도 본선의 선로가 보인다.
| 1 | ■JR 고베 선 (상행선) | 산노미야・아마가사키・오사카 방면 |
| 2 | ■JR 고베 선 (하행선) | 니시아카시・히메지 방면           |

## 역사
- 1968년 6월 20일: 일본국유철도 산요 본선의 마이코 ~ 아카시 간에 신설 개업하였다.
- 1987년 4월 1일: 민영화에 따라 서일본 여객철도 소속이 되었다.
- 1995년 1월 17일: 한신·아와지 대지진에 의해 영업 중지
- 1월 23일: 영업 재개.
- 1998년 10월 3일: 시간표 개정으로 정차 편수가 시간 당 8편으로 증편. 또한 역사 개축에 따라 엘리베이터와 에스컬레이터 설치.
- 2003년 11월 1일: 이코카의 사용이 개시되었다.
- 2004년 3월 1일: 초록 창구 폐지. 초록의 발권기 2대 설치.
- 2005년 4월 1일: 주변 주민의 요청에 의해 초록 창구 부활. 발매기로 판매되지 않는 승차권 등을 우선적으로 판매.
- 2006년 3월 18일: 시간표 개정으로 보통 열차의 정차 편수가 시간 당 4편으로 감편.
- 2008년 3월 15일: 시간표 재차 개정으로 다시 정차 편수가 시간 당 6편으로 증편.

## 인접정차역
| 서일본 여객철도 산요 본선 | 서일본 여객철도 산요 본선 | 서일본 여객철도 산요 본선 |
| ------------------------- | ------------------------- | ------------------------- |
| 마이코 교토 방면          | ■ JR 고베 선 보통         | 아카시 니시아카시 방면    |